# Picot dels bambús meridional
El picot dels bambús meridional (Gecinulus viridis) és una espècie d'ocell de la família dels pícids (Picidae) que habita boscos de bambú de les terres baixes al sud i est de Myanmar, Tailàndia, nord de Laos i Malaca.